# Lídice da Mata
Lídice da Mata e Sousa (Cachoeira, Bahía, 12 de marzo de 1956) es una economista y política brasileña.
Se formó en Economía en la Facultad de Ciencias Económicas de la Universidad Federal de Bahía. Durante su vida académica, Lídice fue la primera mujer en ser electa para la presidencia del DCE: Directorio Central de Estudiantes de la Universidad. 

## Concejal y Constituyente
En 1982, fue elegida concejala de Salvador, por el PMDB, junto con otros 25 concejales del Partido. Durante su pasaje por la Cámara Municipal de Salvador, entre los años 1983 y el 1986, Lídice lideró la bancada partidaria. Participó en la campaña de las Directas Ya.
En 1985, aún como concejala, se afilió al Partido Comunista de Brasil (PCdoB), y poco después de su legalización, se convirtió en líder del partido en la Cámara. Enseguida fue elegida diputada federal, en 1986, tornándose en una de los constituyentes de 1988. En 1988, se candidateó por primera vez a la Prefectura de Salvador, como viceprefecta de Virgildásio de Senna. 
En 1990, disputó el cargo de gobernador de Bahía, contra los candidatos Antônio Carlos Magalhães y Roberto Santos, obteniendo el tercer lugar.

## Alcaldesa de Salvador
Desafiliada del comunismo, se afilió al Partido da Social Democracia Brasileira (PSDB), concurriendo como candidata a la Alcaldía de Salvador de Bahía, siendo elegida en el balotaje, derrotando a Manoel Castro que fue un candidato apoyado por el entonces gobernador Antônio Carlos Magalhães.  Pero su gestión sufriría fuerte oposición del gobierno, y de los medios locales, sometidos al dominio de Antônio Carlos.
En 1997, cambió nuevamente de partido, afiliándose al Partido Socialista Brasileiro (PSB), donde sigue perteneciendo hasta el presente, siendo elegida en 1998 diputada estadual; obteniendo renovar su mandato en 2002.
En 2004, intentó retornar a la Prefectura de Salvador, alcanzando apenas el cuarto lugar. En 2006 logra retornar, veinte años después, a la Cámara de Diputados, donde en el bienio 2007/2008 presidió la Comisión de Turismo y Deportes.
En 2008, concurrió nuevamente a candidatearse a la Prefectura de Salvador en las elecciones municipales, ganando esta vez como viceprefecta en la lista liderada por el petista Walter Pinheiro.

## Senado
En las "Elecciones estaduales de Bahía, en 2010", fue elegida para el Senado Federal de Brasil, un/a senador/a de la República, en la misma lista de Walter Pinheiro, también electo para el mismo cargo. En tanto sus suplentes son Nestor Duarte y Juçara Feitosa.